# Bouxières-aux-Dames
Bouxières-aux-Dames [buksjɛʁ o dam] ist eine französische Stadt mit 4122 Einwohnern (Stand 1. Januar 2022) im Département Meurthe-et-Moselle in der Region Grand Est (bis 2015 Lothringen). Die Gemeinde gehört zum Arrondissement Nancy und zum Kanton Entre Seille et Meurthe.

## Bevölkerungsentwicklung
| Jahr      | 1962 | 1968 | 1975 | 1982 | 1990 | 1999 | 2009 | 2019 |
| Einwohner | 1816 | 2317 | 4021 | 4817 | 4392 | 4124 | 4030 | 4159 |

## Sehenswürdigkeiten
- Gallo-römische und merowingische Relikte, die im 19. Jahrhundert bei der Kirche gefunden wurden
- Ruinen der ehemaligen Abtei von Kanonissen (10. Jahrhundert)
- Kirche Saint-Martin, 15. Jahrhundert
- Domaine „Les Tilles“, Ende 15. Jahrhundert
- Rue de Chanoinesses, in der sich die Privathäuser der Kanonikerinnen befanden
- Schloss der Grafen von Frawenberg, heute das Kinderheim Clairjoie

## Partnergemeinde
Mit der deutschen Gemeinde Mutlangen in Baden-Württemberg besteht eine Gemeindepartnerschaft.

## Persönlichkeiten
- Louis Guingot (1864–1948), Maler, bestattet in Bouxiéres